# 譚其茳
譚其茳（1880年3月26日—1941年7月23日），字薌陶，隱名創去。四川省滎經縣人。曾任西康省臨時參議會議長。

## 生平
1902年補諸生，不久考入四川大學堂。1905年赴日本攻讀法政等， 加入同盟會。1909年回國後，任西安優級師範學堂教員，蘭州師範學校教員，創辦薌石書社，出售梁啟超編輯的《新民叢報》、《庸言》等刊物， 吸引學堂學生、青年士人閱讀。1911年率眾起義于甘肅任秦川都督，1912年任甘肅臨時政府交通司次長。1913年任國民黨四川支部長。因介紹成都軍官學校學生入國民黨，被捕入獄。出獄後從事反袁活動。後任潼關護國軍政府政務司司長，四川督軍陳宦政治顧問。1918年任四川靖國軍總司令熊克武秘書。1919年當選為四川省議員。1922年任川東邊防軍訓練處總辦。1923年任西川道尹等。抗戰爆發後，歷任川康綏靖公署顧問，西康省臨時參議會議長，國民黨西康省執行委員會代主委等。1941年7月23日在康定墜水身亡(劉文輝指使人將其掀下康定河)，逝後受國民政府主席蔣中正明令褒揚。